# NOW (ポール・ロジャースのアルバム)
『NOW』（ナウ）は、イギリスの歌手ポール・ロジャースが1997年に発表したスタジオ・アルバム。

## 背景
ロジャースのオリジナル曲によるソロ・アルバムとしては、『カット・ルース』（1983年）以来の作品に当たる。当時のツアー・メンバーと共に制作され、収録曲「オーヴァーローデッド」は、1996年7月の日本公演でも演奏されていた。収録曲のうち「セイヴィング・グレイス」と日本盤ボーナス・トラックの「ライド・マイ・ラヴ」では、1993年にロジャースのツアーでギターを弾いていたニール・ショーンがソングライティングに貢献している。
アメリカでは1997年6月17日に、1995年録音のライブ・アルバム『ポール・ロジャース・ライヴ』をボーナス・ディスクとして抱き合わせた『Now & Live』として発売された。

## 反響
全英アルバムチャートでは4週トップ100入りして最高30位を記録し、ロジャースのソロ・アルバムとしては『マディ・ウォーター・ブルーズ』（1993年）以来の全英トップ100アルバムとなった。アメリカでは、本作はBillboard 200入りを果たせなかったが、収録曲「ソウル・オブ・ラヴ」は、『ビルボード』のメインストリーム・ロック・チャートで15位に達した。

## 収録曲
特記なき楽曲はポール・ロジャース作。8.は日本盤ボーナス・トラック。
1. ソウル・オブ・ラヴ - "Soul of Love" - 4:52
2. オーヴァーローデッド - "Overloaded" - 3:16
3. ハート・オブ・ファイア - "Heart of Fire" - 4:13
4. セイヴィング・グレイス - "Saving Grace" (Paul Rodgers, Neal Schon, Geoff Whitehorn) - 4:51
5. オール・アイ・ウォント・イズ・ユー - "All I Want Is You" - 5:33
6. チェイシング・シャドウズ - "Chasing Shadows" - 4:43
7. ラヴ・イズ・オール・アイ・ニード - "Love Is All I Need" - 5:58
8. ライド・マイ・ラヴ - "Ride My Love" (P. Rodgers, N. Schon) - 4:36
9. ナイツ・ライク・ディス - "Nights Like This" - 5:20
10. シャドウ・オブ・ザ・サン - "Shadow of the Sun" - 5:24
11. アイ・ロスト・イット・オール - "I Lost It All" - 5:54
12. ホールディング・バック・ザ・ストーム - "Holding Back the Storm" (P. Rodgers, Andrea Rodriguez) - 4:55

## 参加ミュージシャン
- ポール・ロジャース - ボーカル、リズムギター、12弦ギター、ピアノ
- ジェフ・ホワイトホーン - リードギター、バッキング・ボーカル
- ジャズ・ロクリー - ベース、バッキング・ボーカル
- ジム・コープリー - ドラムス

アディショナル・ミュージシャン
- ダン・プリースト - タンバリン(on #5, #8)
- クライヴ・ブラウン・アンド・ザ・シェキーナー・シンガーズ - クワイア(on #7)
  - ソロ・ボーカル: ジェニファー・フィリップス、ポール・ボルドー